# Kovársko
Kovársko (deutsch Schmidtdorf) ist eine Ansiedlung der Gemeinde Dolní Lánov in Tschechien. Sie liegt fünf Kilometer östlich von Vrchlabí und gehört zum Okres Trutnov.

## Geographie
Kovársko befindet sich im Riesengebirgsvorland auf dem Höhenrücken zwischen der Malé Labe (Kleinen Elbe) und der Čistá (Silberwasser). Die Ansiedlung liegt linksseitig über dem Tal des Baches Kovárský potok. Nordöstlich erheben sich der Bíner (Bienert, 691 m) und die Smrčina (Fichtenkoppe, 686 m), östlich der Spálov (506 m), südlich der Kovárský vrch (Schmidtkoppe, 535 m) sowie nordwestlich der Lánský kopec (Zirmkoppe, 614 m). Gegen Südosten erstreckt sich der Wald Ovčí les. Kovársko liegt an der Straße I/14 zwischen Vrchlabí und Trutnov. Außerdem wird der Ort von der 8,25 km langen Lastseilbahn von den Kalkbrüchen am Bíner bei Černý Důl zum Baustoffwerk Kunčice nad Labem überquert.
Nachbarorte sind Peklo, Prislova Bouda und Bönischovy Boudy im Norden, Nová Ves und Černý Důl im Nordosten, Slunečná Čistá und Čistá v Krkonoších im Osten, Rudník im Südosten, Fořt im Süden, Malý Lánov und Dolní Lánov im Südwesten sowie Prostřední Lánov, Horní Lánov, Hádek und Dolní Dvůr im Nordwesten.

## Geschichte
Die Ansiedlung Schmid Dorf entstand 1785 im Zuge der Raabisation auf den Fluren des zur Herrschaft Hohenelbe gehörigen Meierhofes Neuhof. Sie wurde zeitüblich nach dem mit der Parzellierung beauftragten k.k. Hofkommissär Schmidt benannt. Der Ortsname steht in keiner Verbindung zum legendären bärentötenden Langenauer Schmied, der Wappenfigur der Gemeinden Dolní Lánov und Lánov. 1834 lebten in den 11 Häusern von Schmidtdorf 68 Menschen. Katholischer Pfarrort war Nieder Langenau. Bis zur Mitte des 19. Jahrhunderts blieb das Dorf der Herrschaft Hohenelbe untertänig.
Nach der Aufhebung der Patrimonialherrschaften bildete Schmidtdorf ab 1850 einen Ortsteil der Gemeinde Nieder Langenau in der Bezirkshauptmannschaft Hohenelbe/Vrchlabí. Nach der Einweihung der neuen Schule in Mittel Langenau waren die Kinder aus Schmidtdorf ab 1885 nach Mittel Langenau eingeschult. Nach dem Ende des Zweiten Weltkrieges bestand Schmidtdorf aus 15 Häusern, darunter einem Gasthof sowie einem weiteren Wirtshaus, und hatte circa 80 Einwohner. In Schmidtdorf bestand zudem eine Kapelle. Die deutsche Bevölkerung wurde bis Oktober 1946 vertrieben, eine Wiederbesiedlung erfolgte nur in geringem Umfang. 1948 wurde die Ansiedlung in Kovársko umbenannt. In der Zweiten Hälfte des 20. Jahrhunderts erfolgte der Abriss der meisten Häuser des Dorfes. In dieser Zeit entstand jenseits des Kovársky potok auf dem Kataster von Prostřední Lánov eine große landwirtschaftliche Anlage. Infolge der Aufhebung des Okres Vrchlabí wurde die Siedlung 1961 dem Okres Trutnov zugeordnet. 1980 verlor Kovársko seinen Status als Ortsteil.
Heute besteht die Ansiedlung nur noch aus zwei Häusern. Das Gut Kovársko befindet sich bereits auf den Fluren der Gemeinde Lánov.